# Eupithecia pretansata
Eupithecia pretansata là một loài bướm đêm trong họ Geometridae.